# Öxará
Die Öxará ist ein Fluss im Südwesten Islands.

## Flussverlauf
Die Öxará entspringt in der Nähe des Vulkans Botnssúlur im Bereich des Hvalfjörður zwischen Leggjabrjótur und Búrfell und fließt von da nach Süden. Er strömt im nach ihm benannten Tal Öxarárdalur nach Süden und über das Lavafeld Biskupsbrekkuhraun.
Es hat sich bei archäologischen und geologischen Untersuchungen herausgestellt, dass der Fluss in früherer Zeit einen anderen Verlauf hatte als heute und zwar durch die Stekkjargjá. In der Sturlungur-Saga wird berichtet, dass der Fluss schon in der Frühzeit der Besiedelung in die Almannagjá umgeleitet wurde, damit der Thingort besser mit Wasser versorgt würde. So stellt der Flussverlauf das älteste noch existierende Bauwerk in Þingvellir dar.
Die Öxará strömt nun über das Þingvellir im Westen begrenzende Plateau und ergießt sich im Öxarárfoss in die Schlucht Almannagjá („Allmänner-Schlucht“). Die Öxará bildet hier verschiedene Becken und Inseln, strömt hinunter in die Ebene des Þingvellir und mündet schließlich in den Þingvallavatn.

## Wichtigste Daten
Der Fluss gehört zu den kleineren in Island, hat ein Einzugsgebiet von 45 km² bei einer Länge von 17 km.

## Geschichte und Sagen
Der Fluss trug sicherlich zu den Vorzügen des Ortes für eine Parlamentsversammlung bei.
Andererseits hatte er vor allem im 16. und 17. Jahrhundert einen zweifelhaften Ruf, weil in einem Kolk in der Nähe der Thingstätte, der mit seinem Wasser gebildet wird, Frauen durch Ertränken hingerichtet wurden.
Eine Sage berichtet, wenn besonders viele Hinrichtungen anstanden, hätte sich das Wasser Tage zuvor in Blut verwandelt.
Einer anderen Sage nach wird das Wasser zu Silvester zu Wein.